# Joan Mitchell
Pour les personnes ayant le même patronyme, voir Mitchell.
Joan Mitchell, née le 12 février 1925 à Chicago et morte le 30 octobre 1992 à Paris, est une artiste peintre et graveuse américaine faisant partie du mouvement de l'expressionnisme abstrait américain, même si elle a vécu en France une grande partie de sa carrière.
Elle développe une œuvre à la fois abstraite et expressionniste très puissante. Ses œuvres sont exposées dans les plus grands musées d'art moderne à travers le monde.
Joan Mitchell est une des rares femmes peintres de son époque à être acclamée par la critique et le public.

## Biographie
Joan Mitchell est née le 12 février 1925 à Chicago dans une famille juive fortunée. Elle est la plus jeune des deux filles de James Herbert Michell, dermatologue, et de Marion Strobel, poétesse,. Elle est une athlète de compétition et se distingue particulièrement en équitation, plongée et patinage artistique. Elle montre également des talents d'écriture. L'un de ses poèmes, écrit à l'âge de dix ans, est publié dans la revue Poetry.
Elle se tourne très vite vers les arts. En 1942, elle s'inscrit au Smith College, qu'elle quitte en 1944 pour l'Art Institute of Chicago. Elle suit alors les cours de l’artiste allemand Robert Von Neumann et de Louis Ritman, peintre russe ayant séjourné à Giverny. Elle y reçoit son diplôme (Bachelor of Arts degree) en 1947 puis un autre diplôme (Master of Fine Arts) en 1950. Elle s'inscrit également à l'école de Hans Hofmann à New York.
Grâce à une bourse de voyage, elle étudie à Paris et en Provence en 1948-1949. Elle voyage également en en Espagne et en Italie. Elle épouse l'éditeur américain Barney Rosset (en) en 1949 au Lavandou, mais ils divorcent en 1952.
De retour aux États-Unis à la fin de l'année 1949, Joan Mitchell fréquente les lieux de l’avant-garde artistique américaine comme l’Artist’s Club, où les seules autres femmes admises sont Elaine de Kooning, Lee Krasner et Helen Frankenthaler. Elle se fait vite connaître au sein de l’École de New York, ou Eighth Street Club, un groupe composé des grands peintres expressionnistes abstraits de cette époque (Jackson Pollock, Franz Kline, Willem de Kooning, etc.). Il s’agit d’un groupe autant artistique qu’intellectuel qui se retrouve dans les galeries d’art de la huitième rue – comme l’équivalent des cafés parisiens. Son nom est également associé au mouvement de l’expressionnisme abstrait américain et elle connaît ses premiers succès. En 1951, elle participe au Ninth Street Show (en) puis est invitée au Whitney Museum et à la New Gallery,,.
Joan Mitchell revendique l'inspiration de Vincent van Gogh, mais ses œuvres font aussi une large référence à Paul Cézanne, Henri Matisse et Claude Monet,.
En 1952, elle se marie avec l'économiste Alan Greespan, qui lui présente son amie la penseuse libertarienne Ayn Rand, mais dont elle divorce l'année suivante et qui épouse en secondes noces en 1997 son homonyme Andrea Mitchell. Un temps, elle est également l'épouse d'Allan Blumenthal sous le nom d'usage de Joan Mitchell Blumenthal.
En 1955, Joan Mitchell s'installe en France pour rejoindre son compagnon le peintre québécois Jean Paul Riopelle, avec lequel elle a une relation longue, riche et tumultueuse, où chacun inspire l'art de l'autre. Ils habitent d'abord Paris, dans le 15e arrondissement, avant de déménager à Vétheuil, un village du bord de la Seine près de Mantes-la-Jolie, dans une maison proche de celle de Claude Monet à Giverny. Ils conservent des ateliers séparés, mais se rejoignent et dînent ensemble tous les soirs.
La collaboration entre les deux artistes est riche, et on voit les étapes de leur relation dans l'œuvre de Joan Mitchell. Par exemple, La Vie en rose, peint en 1979, soit deux ans après leur rupture, est souvent décrit comme étant une représentation de la fin abrupte de leur relation.
Joan Mitchell a son premier accrochage personnel à Paris en 1960, à la galerie Neufville. À cette époque, des événements douloureux comme le décès de son père en 1963 et de sa mère en 1966, influencent sa peinture qui devient plus sombre;
Dans les années 1970, elle commence à réaliser des œuvres plus monumentales qui prennent la forme de diptyques ou triptyques.
En 1972, elle est incluse dans Some Living American Women Artists, un collage féministe de Mary Beth Edelson.
Joan Mitchell est la première femme à avoir une exposition personnelle au Musée d'art moderne de la ville de Paris en 1982. C'est aussi la première grande rétrospective consacrée à l’artiste américaine dans une institution française.
En plus de la peinture, elle travaille le pastel et la gravure. Ses premières estampes (une série de sérigraphies) illustrent The Poems (1960), recueil de poésie de son ami John Ashbery.
Atteinte d'un cancer de la mâchoire, elle continue à créer, mais sa peinture devient plus sombre, reflétant sa tristesse et son angoisse.
Elle meurt dans le 5e arrondissement de Paris le 30 octobre 1992,.

## Œuvre
Les œuvres de Joan Mitchell sont souvent de grandes dimensions, sous la forme de diptyques.
Elle dit de ses tableaux qu'ils doivent « transmettre le sentiment d'un tournesol fanant » (« to convey the feeling of the dying sunflower »).
Quoique ses œuvres soient abstraites, et ce, dès 1951, elle se décrit comme une peintre « visuelle », à la recherche de la sensation. La peinture qu’elle met au point dans cette période, large, lumineuse, énergique, s’appuie sur l’exemple de la nature, dans laquelle la couleur joue un rôle essentiel. « Je peins des paysages remémorés que j’emporte avec moi, ainsi que le souvenir des sentiments qu’ils m’ont inspirés, qui sont bien sûr transformés… », dira-t-elle.
Si son processus créatif est lent, œuvre de J. Mitchell se reconnaît à sa graphie hâtive, à la ligne expressive, à la composition éparse et fourmillante, au chromatisme acide, au vide méditatif, au renversement du motif. Pierre Schneider parle aussi de « navette perpétuelle entre l’intériorité et l’extériorité ».
Quant à sa démarche picturale, elle la décrit avec franchise : « Je suis émue par les couleurs mises ensemble sur une surface plane […], pas excitée par une idée. »
Une fondation en sa mémoire est créée aux États-Unis. Elle attribue des bourses à de jeunes artistes.
Elle est représentée à Paris par la galerie de Jean Fournier, passeur de la peinture américaine des années 1950 à 1980 en France.
En outre, elle fait partie des artistes dont des chefs-d'œuvre enrichissent la collection permanente de la Fondation Louis Vuitton à Paris, comme entre autres le célèbre diptyque Two Sunflowers.

## Expositions

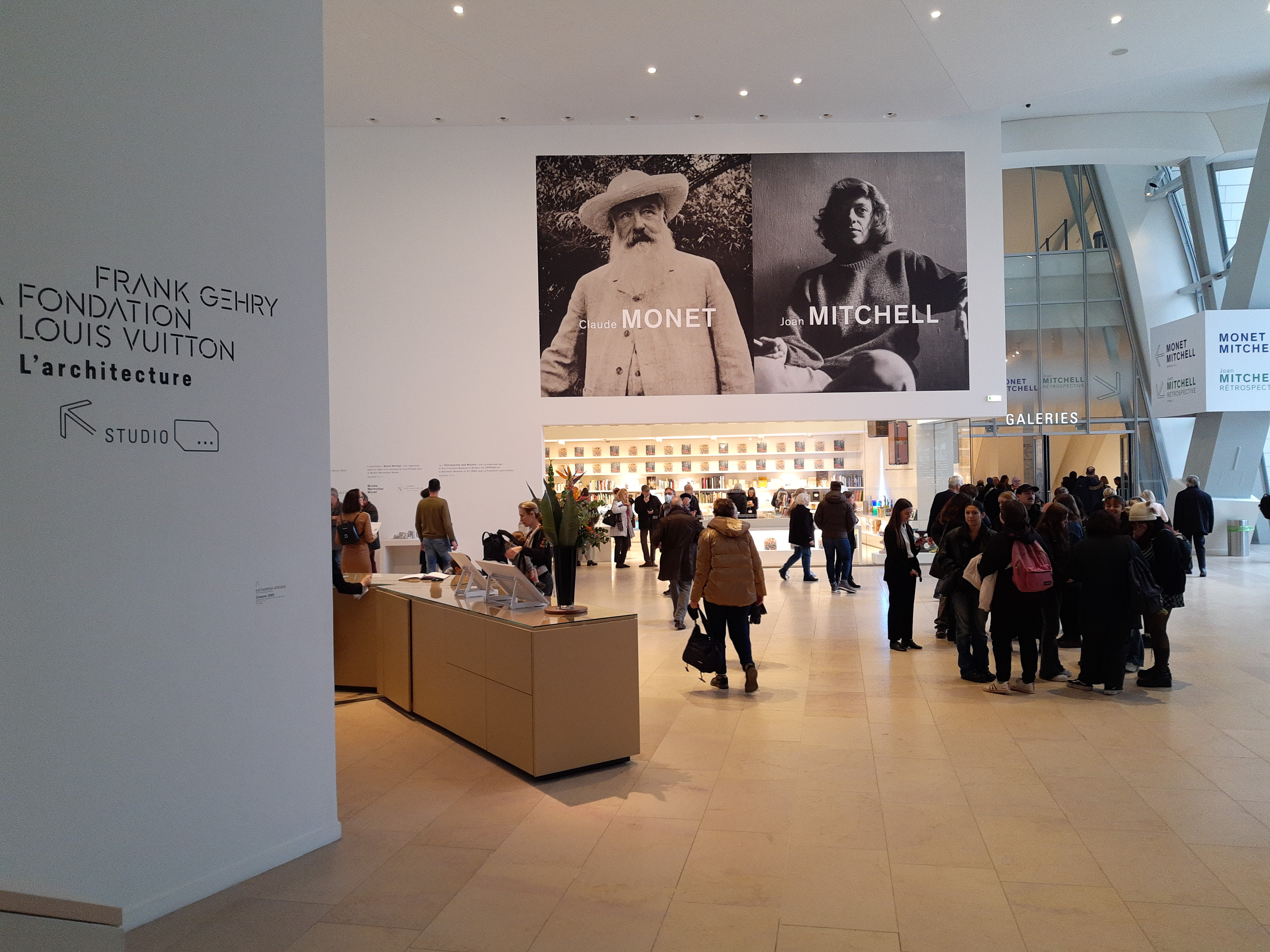
Exposition Monet/Mitchell

- En 1951, l'œuvre de Mitchell est exposé au « Ninth Street Show », aux côtés des tableaux de Jackson Pollock, Willem de Kooning, et Hans Hofmann[25].
- En 1952, elle a sa première exposition à la New Gallery[25].
- En octobre 1957, ses tableaux apparaissent dans ARTnews.[26]
- En 1972, Mitchell organise sa première exposition, “My Five Years in the Country”, au Everson Museum of Art à Syracuse, New York[27].
- 1992 : exposition de dessins au  Whitney Museum of American Art[19]
- Joan Mitchell : Les dernières années de 1983 à 1992, du 22 juin au 11 septembre 1994 à la Galerie Nationale du Jeu de Paume, Paris[28].
- Joan Mitchell : œuvres de 1951 à 1982, du 24 juin au 26 septembre 1994 au Musée des Beaux-Arts, Nantes[28].
- 2002 : The Paintings of Joan Mitchell, Withney Museum of American Art[29]
- Joan Mitchell, Peintures, du 23 août au 31 octobre 2009 au Musée des impressionnismes Giverny[30].
- Joan Mitchell, Mémoires de paysage, du 14 juin au 21 septembre 2014 au Musée des beaux-arts de Caen[31].
- Mitchell/Riopelle. Un couple dans la démesure, du 12 octobre 2017 au 22 janvier 2018 au Musée national des beaux-arts du Québec[32].
- Mitchell/Riopelle. Nothing in Moderation, du 18 février au 6 mai 2018 au Musée des beaux-arts de l'Ontario, Toronto[33].
- Mitchell/Riopelle. Un couple dans la démesure, du 16 décembre 2018 au 22 avril 2019 au Fonds Hélène et Édouard Leclerc pour la culture, Landerneau[34].
- Joan Mitchell, septembre 2021 à janvier 2022, Rétrospective, Musée d'art moderne de San Francisco[35]
- Monet/Mitchell. Les couleurs de la lumière et Mitchell. Rétrospective, du 5 octobre 2022 au 27 février 2023 à la Fondation Louis-Vuitton, Paris[36].

## Documentaire
- Stéphane Ghez, Joan Mitchell. Une femme dans l'abstraction, Arte, 2022.

## Théâtre
Elle occupe une place importante dans la pièce de Robert Lepage, Le Projet Riopelle (2023).